# St. Leonhard (Bullenheim)

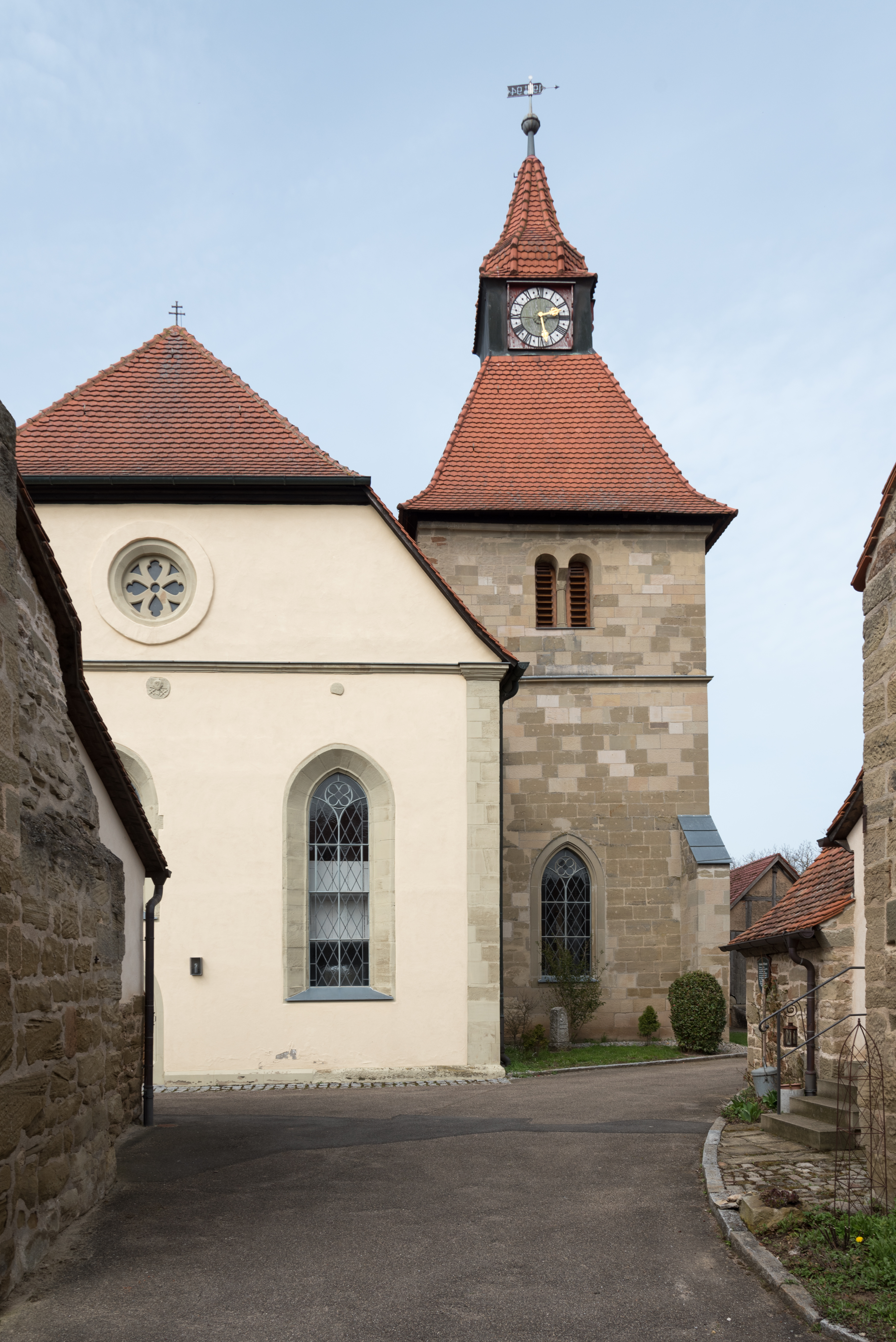
St. Leonhard (Bullenheim)

Die Simultankirche St. Leonhard ist ein denkmalgeschütztes Kirchengebäude, das in Bullenheim steht, einem Gemeindeteil des Marktes Ippesheim im Landkreis Neustadt an der Aisch-Bad Windsheim (Mittelfranken, Bayern). Das Bauwerk ist mit der ehemaligen Kirchhofbefestigung unter der Denkmalnummer D-5-75-134-16 als Baudenkmal in die Bayerische Denkmalliste eingetragen. Es wird genutzt von der Pfarrei Ippesheim des Dekanats Markt Uffenheim im Kirchenkreis Ansbach-Würzburg der Evangelisch-Lutherischen Kirche in Bayern und vom Seelsorgebereich Dreifrankenland im Steigerwald im Dekanat Ansbach des Erzbistums Bamberg.

## Beschreibung

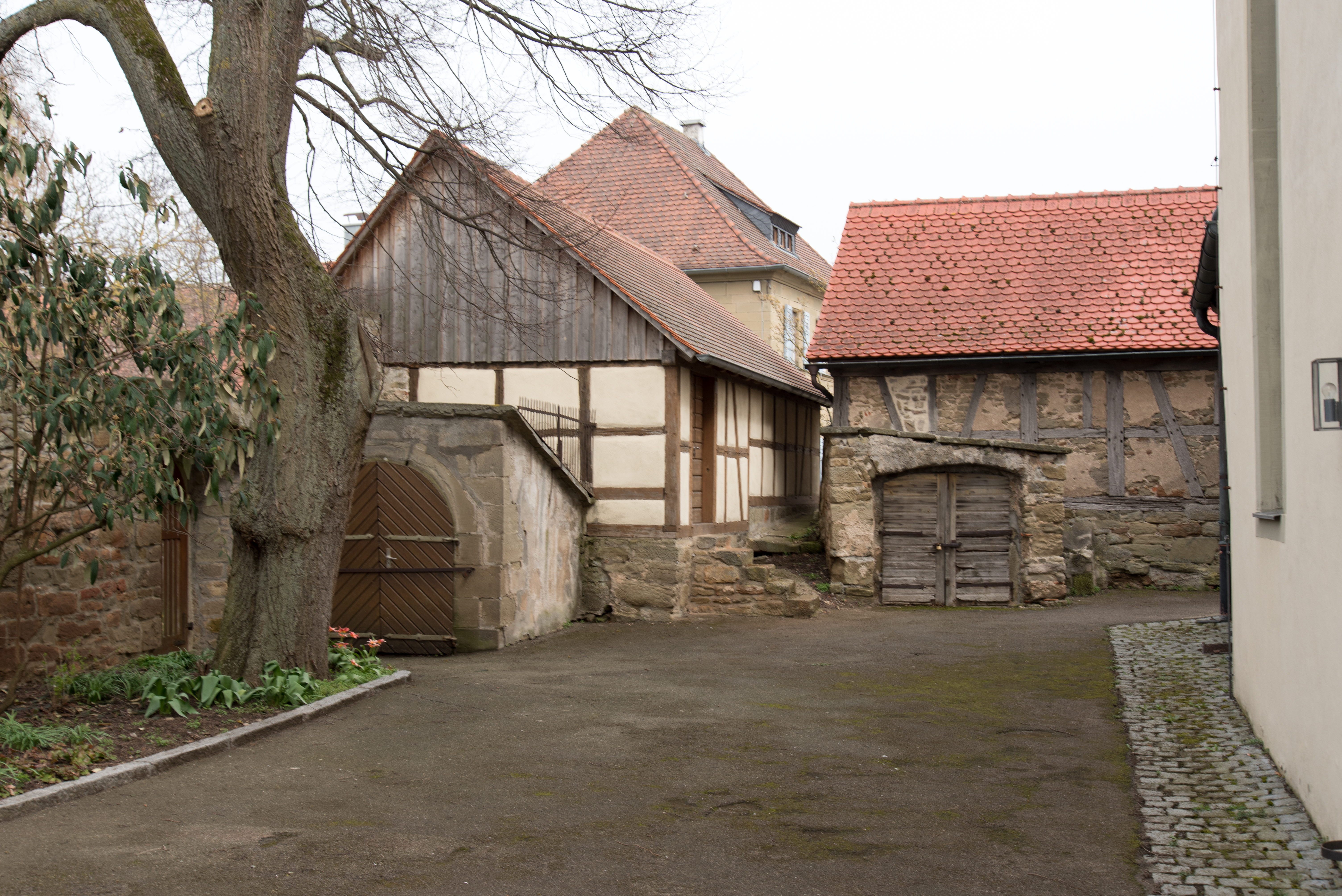
Reste der ehm. Kirchenburg

Der Chorturm aus Quadermauerwerk stammt ursprünglich aus dem 13. Jahrhundert. An ihn wurde nach Westen im 14. Jahrhundert das Langhaus aus verputzten Bruchsteinen quer angebaut, das mit einem Krüppelwalmdach bedeckt ist. Das oberste Geschoss des Chorturms beherbergt hinter den als Biforien gestalteten Klangarkaden den Glockenstuhl, in dem ursprünglich vier Kirchenglocken hingen, die 1964 durch drei neue ersetzt wurden. Der Chorturm wurde 1731 mit einem Helm in Form eines Pyramidenstumpfes bedeckt, auf dem eine quadratische, mit einem Pyramidendach bedeckte Laterne sitzt, die die Turmuhr beherbergt. 
1841 wurde der Innenraum zur Querkirche umgestaltet. Der Altar von 1663 steht im kreuzgewölbten Chor, d. h. im Erdgeschoss des Chorturms. An der Nordwand des Chorturms wurde in der zweiten Hälfte des 19. Jahrhunderts eine Sakristei angebaut.

## Ehemalige Kirchenburg
Die Kirche ist von einer spätmittelalterlichen Kirchenburganlage umgeben.  An die Mauern wurden im späten Mittelalter steinerne Keller zur Aufbewahrung von Vorräten angebaut, die dann ungefähr im 17. und 18. Jahrhundert mit Fachwerkgaden überbaut wurden. Diese Gaden  wurden als Lager und Ställe genutzt; nur das Gebäude an der  Süd-Westecke der Anlage, das sog. Armenhaus, diente Wohnzwecken. An der Südseite der Anlage wurden 3 Kirchengaden unter Rücksichtnahme auf die historische Bausubstanz restauriert.